# علم المواقيت

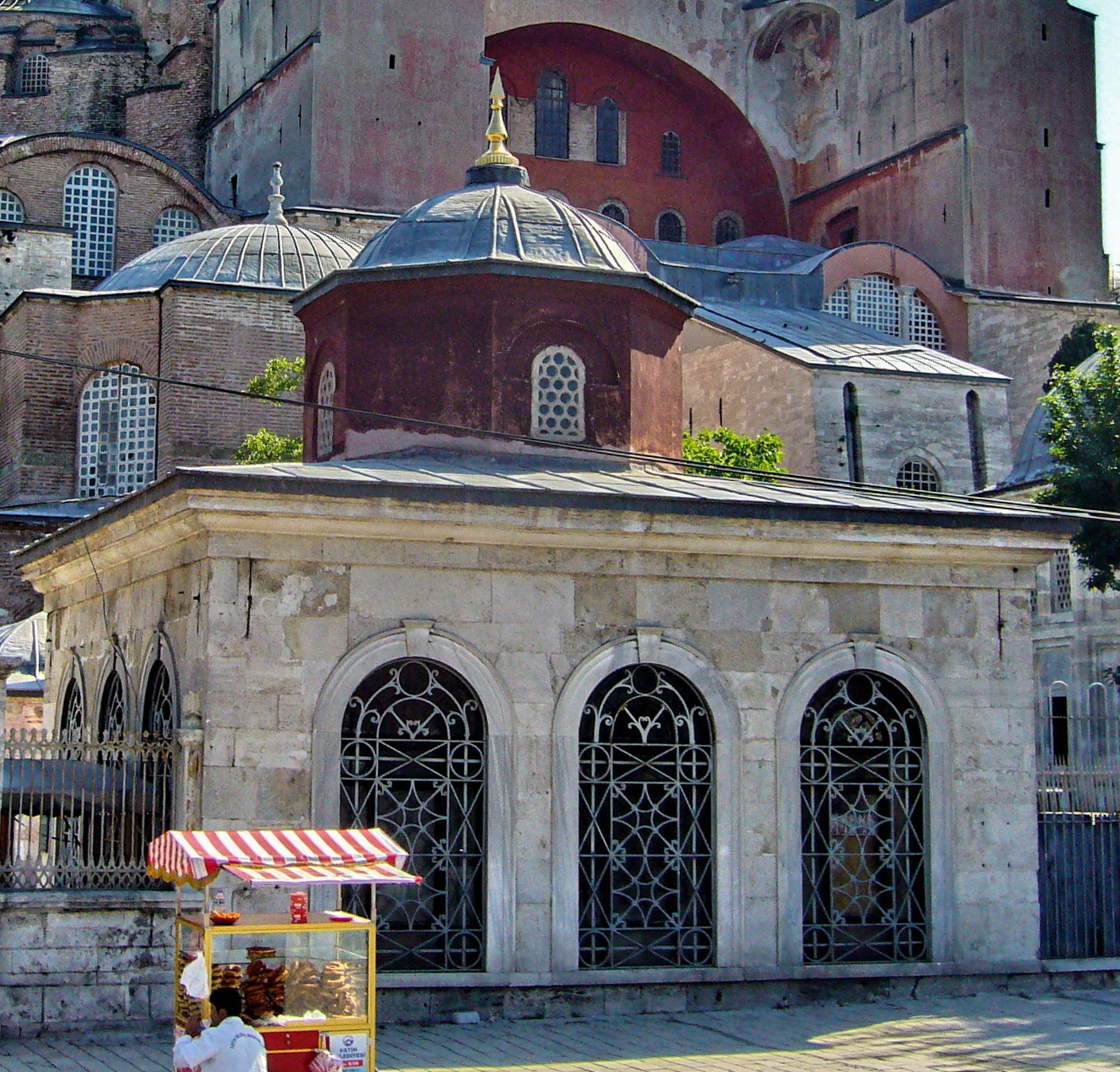
دار المؤقت في آيا صوفيا، إسطنبول

علم المواقيت هو علم تعرف منه أزمنة الأيام والليالي وأحوالها وكيفية التوصل إليها. ومنفعته معرفة أوقات العبادات وتوخي جهتها، والطوالع والمطالع من أجزاء البروج، والكواكب الثابتة التي منها منازل القمر، ومقادير الظلال والارتفاعات، وانحراف البلدان بعضها عن بعض وسموتها.